# John Glen (Physiker)
John Glen (* 6. November 1927 in London; † 15. Juni 2023) war ein britischer Physiker, der bedeutende Beiträge zur Beschreibung der Dynamik der Gletscher leistete. Seine experimentellen Arbeiten in den 1950er-Jahren zur Deformation von Eis führten zu einer Formulierung eines allgemeinen Fließgesetzes für Eis, dem nach ihm benannten Glenschen Fließgesetz.

## Leben
Glen wurde 1927 in London geboren und studierte am Clare College, Cambridge zunächst Ingenieurwissenschaften und anschließend Physik. Während seiner Doktorarbeit arbeitete er an den physikalischen Eigenschaften von Eis und führte Laborexperimente zur Eisdeformation durch. Nach seiner Promotion an der Universität Cambridge arbeitete er nach einem kurzen Aufenthalt am Atomic Energy Research Establishment in Harwell als Lecturer und später als Reader an der Universität von Birmingham. Sein größter wissenschaftlicher Beitrag bestand in der Durchführung von Fließexperimenten mit Eisblöcken im Labor bei unterschiedlichen Temperaturen und angelegten Spannungen, durch die er eine Beziehung zwischen Deformation und Spannung fand, die als Glensches Fließgesetz bekannt ist.
Er organisierte eine Symposiumsreihe mit dem Titel The Physics and Chemistry of Ice, war von 1961 bis 1984 Chief Editor beim Journal of Glaciology und auch später bis nach seiner Emeritierung Mitglied des Editorial Boards. 1972 erhielt er den Seligman Crystal und 2013 die Richardson medal der International Glaciological Society. Außerdem war er einer von nur sechs Ehrenmitgliedern dieser Gesellschaft.
Glen starb am 15. Juni 2023 im Alter von 95 Jahren.

## Publikationen (Auswahl)
- Glen, J.W., 1952. Experiments on the deformation of ice. Journal of Glaciology, 2(12), 111–114.
- Glen, J.W., 1955. The creep of polycrystalline ice. Proceedings of the Royal Society of London, Ser. A. 228, S. 519–538.
- Glen, J.W., 1958. The flow law of ice. A discussion of the assumptions made in glacier theory, their experimental foundations and consequences. International Association of Hydrological Sciences 47, S. 171–183.
- Glen, J.W., 1975. The mechanics of ice. In: Johnson, T.C. (Ed.), Cold Regions Science and Engineering, Part II-C2b. CRREL, Hanover, New Hampshire.